# Arruza
Pour plus de détails, voir Fiche technique et Distribution.
Arruza est un film documentaire américano-mexicain de Budd Boetticher, sorti en 1972.

## Synopsis
Documentaire sur le célèbre matador mexicain Carlos Arruza.

## Fiche technique
- Titre original : Arruza
- Réalisation : Budd Boetticher
- Scénario : Budd Boetticher, Ken W. Purdy
- Photographie : Lucien Ballard, Carlos Carbajal
- Montage : George Crone, Harry Knapp
- Musique : Raul Lavista
- Production : Budd Boetticher
- Production associée : Beldon Butterfield, Juan Jose Perez Padilla
- Sociétés de production :  The Alpha Corporation,  Faro Films S.A.
- Société de distribution :  AVCO Embassy Pictures
- Pays de production :  États-Unis,  Mexique
- Langue originale : anglais, espagnol
- Format : couleur — 35 mm —  son Mono
- Genre : film documentaire
- Durée : 75 minutes
- Dates de sortie : 
  - Mexique : 22 mai 1972 (première à Tijuana)
  - États-Unis : 24 mai 1972 (première à Los Angeles)

## Distribution
- Anthony Quinn : Narrateur de la version américaine (voir infra)
- Jason Robards : Narrateur de la version américaine (voir infra)
- Pepe Alameda : Narrateur de la version mexicaine
- Carlos Arruza : lui-même
- Maria del Carmen Arruza : sa femme
- Carlos Arruza Jr. : son fils
- Manuel Arruza : son fils

Matadors
- Alfonso Ramirez « Calesero »
- Juan Silveti
- Chucho Solorzano
- Silverio Perez
- Cesar Giron
- Curro Giron
- Fermin Espinosa « Armillita »
- Manuel Capetillo
- Luis Briones
- Felix Briones
- Antonio del Olivar
- Antonio Velazquez
- Rafael Rodriguez
- Alfredo Leal
- Efren Adame
- Manuel Espinosa « Armillita Chico »
- Jorge « El Ranchero » Aguilar
- Manolo Amador

## Chansons du film
- Silverio Perez, paroles et musique : Agustin Lara
- Mano a Mano, paroles et musique : Miguel Prado
- Carlos Arruza, paroles et musique : Rafael Orpeza
- Tristeza, paroles et musique : Arnulfo Vega
- La Virgen de la Macarena, paroles et musique : Monterde y Calero
- Cielo Andaluz, paroles et musique : Rafael Gaslon

## Production
Dans son autobiographie, Budd Boetticher indique qu'en 1955 il avait décidé de diriger un film sur de vraies corridas, avec comme personnage principal le meilleur matador au monde. Boetticher, un « aficionado », décida de se focaliser sur son ami Carlos Arruza, qui s'était retiré de l'arène en 1953. Las de sa retraite, Arruza voulait reprendre sa carrière en tant que rejoneador.

Boetticher commença à tourner des scènes lors de corridas à Nogales en mai 1958. Il passa les trois années suivantes à tourner lors de courses de taureaux au Mexique avec les directeurs de la photographie Lucien Ballard et Carlos Carbajal, en s'interrompant pour tourner à l'automne 1959 "La Chute d'un caïd" (The Rise and Fall of Legs Diamond).

Boetticher avait prévu de faire tourner à Debra Paget, sa femme à l'époque, le rôle de la femme d'Arruza, Maria del Carmen Arruza, mais, à court d'argent, il se mit à boire et Paget demanda le divorce. Son agent, dans le but de prendre le contrôle du film, le fit interner contre son gré dans un sanatorium, dont Arruza le fit sortir.

Après plusieurs revers financiers, Boetticher, avec l'aide de Beldon Butterfield, crédité comme un des producteurs, rassembla 15 000 $ pour filmer le principal combat à la Plaza de Mexico, la plus grande arène au monde à l'époque. Dix caméras furent utilisées pour filmer Arruza les 23 janvier et 6 février 1966. La séquence finale du film, la fiesta dans le nouveau ranch d'Arruza, devait être tournée en mai, mais le 20 mai 1966 Arruza se tua dans un accident de la route. À la suite de ce décès, Boetticher décida finalement que Maria del Carmen Arruza jouerait son propre rôle, ce qui l'obligea à retourner de nombreuses scènes.

Toujours à court d'argent pour terminer ce film, Boetticher le montra à John Sturges, qui accepta de le financer via sa société de production "Alpha Corporation". Les dernières scènes furent tournées en trois jours en février 1967, avec Jason Robards comme narrateur de la version américaine. Après que Boetticher a fait un premier montage du film, Sturges refit son propre montage avec Ferris Webster, et réécrivit le texte d'introduction. Boetticher, qui avait par contrat le contrôle artistique, re-monta le film avec Anthony Quinn comme narrateur.